# Antoni Trilla García
Antoni Trilla García (Barcelona, 26 de julio de 1956) es un médico epidemiólogo español. Catedrático de Medicina Preventiva de la Universidad de Barcelona, es decano de su Facultad de Medicina y asesor del gobierno español con motivo de la Pandemia de enfermedad por coronavirus de 2020 en España. También forma parte de la Junta de Gobierno del Colegio de Médicos de Barcelona. 
Primer posicionamiento sobre la gravedad del coronavirus
En febrero de 2020 concedió diversas entrevistas en las que se mostraba muy escéptico respecto a la gravedad del coronavirus y de la posibilidad de que se convirtiera en una pandemia. El responsable de Medicina Preventiva del Clínic de Barcelona aseguraba que se estaba generando una histeria injustificada frente a una infección que considera que se acabará controlando sin generar una pandemia. Alguna de sus afirmaciones fueron: «Es una locura, con el coronavirus se están montando unas bolas espectaculares», «se está generando una histeria sin fundamento. Creo que la ciencia, lamentablemente, ha perdido la batalla frente al miedo en el caso del coronavirus.» 
Sin embargo, tras este posicionamiento, Trilla rotó de manera radical en sus planteamientos y se alineó con las posturas más oficialistas de gobiernos y medios de comunicación.

## Biografía
Antoni Trilla García se licenció en Medicina por la Universidad de Barcelona con premio extraordinario en 1979. Unos años más tarde, en 1990, se doctoró por la misma universidad con una tesis titulada Bacteriemia nosocomial: análisis de sus factores de riesgo mediante un estudio tipo caso-control, también galardonada con premio extraordinario. Es catedrático de la Universidad de Barcelona, jefe del servicio de epidemiología del Hospital Clínico de Barcelona e investigador del ISGlobal. Ha escrito más de 100 artículos científicos en revistas biomédicas y más de 30 capítulos en manuales de medicina. En 2015 recibió la medalla Josep Trueta por su trayectoria profesional en el ámbito de la salud pública. En 2018 fue nombrado miembro del Institut d'Estudis Catalans. Desde julio de 2019 es decano de la Facultad de Medicina de la Universidad de Barcelona, en sustitución de Francesc Cardellach.
Asesor del gobierno de la Generalidad de Cataluña, del Centro Europeo para la Prevención y Control de Enfermedades (ECDC) y del gobierno español desde marzo de 2020 con motivo de la pandemia de coronavirus.
En 2014 afirmó en un libro que el problema de la sanidad catalana era la financiación y que con la posible independencia de Cataluña el presupuesto anual por cada ciudadano "podría aumentar en 200 o 300 euros". Defendía, asimismo, una apuesta decidida por la atención primaria, con una historia clínica compartida para mejorar la atención de los pacientes.
En 2020, con motivo del estudio Ene-Covid-19 de seroprevalencia de anticuerpos frente al SARS-CoV-2 en España organizado por el Instituto de Salud Carlos III, Trilla afirmaba que uno de los titulares que dejaba sería: “un 5% de ciudadanos españoles se han infectado por el SARS-CoV-2” y remarcaba que había pocos estudios así en el mundo.